# La riqueza y la pobreza de las naciones
La riqueza y la pobreza de las naciones (en inglés: The Wealth and Poverty of Nations) (ISBN 0-393-04017-8), es un libro escrito por David Landes, Profesor emérito de Economía y exprofesor de Historia de la universidad de Harvard. El libro fue publicado en 1998 (en la edición de tapa duras de 1999 se le agregó un epílogo). En esta obra Landes intenta explicar el 'milagro europeo', o cual es la razón por la que las sociedades europeas han experimentado un período de crecimiento explosivo mientras que el resto del mundo no ha crecido en la misma medida.
En su análisis, Landes revive en parte varias teorías que en su opinión han sido descartadas en forma injusta por los académicos durante los últimos cuarenta años. Entre ellas:
- La 'tesis cultural' o 'ética del trabajo protestante' de Max Weber

- La 'tesis hidráulica' o 'tesis del despotismo oriental' de Karl A. Wittfogel

- La 'tesis climática' que establece que los climas tropicales son, ceteris paribus, candidatos pobres para el desarrollo.

- Varias de las teorías de Adam Smith, enunciadas en La riqueza de las naciones (inglés: Wealth of Nations) de quién toma prestado el título. Pero esto no necesariamente constituye un neoclasicismo doctrinario, ya que Landes es de la opinión que la 'ventaja comparativa' puede cambiar en el transcurso del tiempo, y también que los países desarrollados, contrariamente a lo sostenido por la teoría neoclásica, se desarrollaron en un entorno de proteccionismo frente al comercio exterior.

En resumen, Landes sostiene que el gran crecimiento económico de la Revolución industrial no tuvo lugar en forma fortuita— que varias de las características de Europa (su clima, competencia en el plano político, actitud hacia la ciencia y la religión, etc) y especialmente algunos países de Europa (Inglaterra en primer lugar, aunque en cierta medida también Holanda, y otros países copiando sus avances con diverso grado de éxito).

## Crítica y comentarios
Los críticos han acusado a Landes de una postura eurocéntrica en su análisis, un cargo que Landes no niega—de hecho, él lo sostiene explícitamente, argumentando que una explicación de un milagro económico que ocurrió inicialmente solo en Europa (si bien luego tratará el 'milagro asiático' en Riqueza y Pobreza) debe necesariamente ser un análisis eurocéntrico, alineándose en cierta medida con pensadores como Bernard Lewis.
Adicionalmente, el desdén de Landes por las explicaciones basadas en una única causa ha contribuido a que su teoría sea tildada de confusa o contradictoria. Landes ofrece varias 'causas' sin entrar en demasiadas explicaciones sobre cuales considera que son sus pesos relativos.
Para una visión opuesta que enfatiza la geografía en lugar de la cultura, como la principal causa de las diferencias entre la prosperidad entre los pueblos, véase el libro de Jared Diamond, "Armas, gérmenes y acero: los destinos de las sociedades humanas".